# Cirkus Medrano

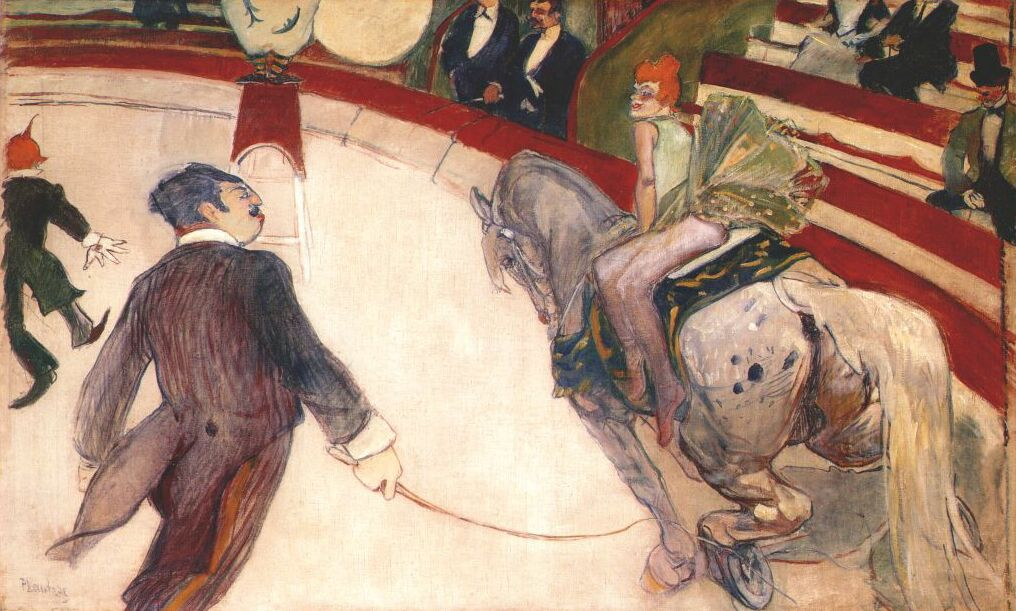
Henri de Toulouse-Lautrec: Krasojezdkyně v cirkuse Fernando (1888)

Cirkus Medrano (francouzsky Cirque Medrano), původně Cirkus Fernando (Cirque Fernando) je velmi slavný francouzský cirkus typu Haute école, s jednou manéží, divokými zvířaty a cvičenými psy. Nachází se na adrese Boulevard de Rochechouart č. 63 mezi ulicemi Rue des Martyrs a Rue Viollet-le-Duc ve čtvrti Montmartre v Paříži. Cirkus také putuje po celé Francii.

## Historie
Po první světové válce v cirkuse účinkovalo trio klaunů Fratellini. V cirkuse vystupoval také Buster Keaton se svojí ženou tanečnicí Eleanor Norrisovou jednou do roka v letech 1947-1954, také vnučka jednoho z klaunů Annie Fratellini a také britský klaun Arthur Vercoe Pedlar.

## Cirkus Medrano v umění
Francouzský impresionistický malíř Edgar Degas namaloval v roce 1879 obraz Miss Lala v Cirkuse Fernando, dnes umístěný v Národní galerii v Londýně. Impresionistický malíř Auguste Renoir namaloval obraz Žongléři v Cirkusu Fernando. Také Henri de Toulouse-Lautrec namaloval scénu z Medrana.